# Сосна веймутова (Любешівський район)
Сосна́ Ве́ймутова — ботанічна пам'ятка природи місцевого значення в Україні. Об'єкт розташований на території Любешівського району Волинської області, ДП «Любешівське ЛГ», Любешівське лісництво. 
Площа — 0,5 га, статус отриманий у 1998 році для збереження рідкісного на Волині насадження сосни веймутової (Pinus strobus) віком 35 років.